# هانس اوفت
هانس اوفت (Marius Johan Ooft؛ زادهٔ ۲۷ ژوئن ۱۹۴۷) یک بازیکن فوتبال اهل هلند است.
هانس اوفت در تیم‌هایی همچون تیم ملی فوتبال ژاپن مربی‌گری کرده است.